# Réserve naturelle de Kvitskjærene
La réserve naturelle de Kvitskjærene  est une réserve naturelle norvégienne qui est située dans le municipalité de Færder, dans le comté de Vestfold.

## Description
La réserve naturelle de 0,069 km2, créée en 1978, est située  sur un groupe de récifs à l'est de l'île de Hui.
La municipalité d'Oslo possède Kvitskjærene, dans le cadre de la propriété de Hui où elle gère une colonie de vacances. En 1969, environ 250 goélands cendrés vivaient sur les récifs. En 1983, le nombre était passé à près de 700. Au cours des quatre années suivantes, le nombre de goélands est tombé à 200, et le déclin de la population ne s'est pas arrêté là. En 1992, il n'y avait qu'environ 80 goélands cendrés dans la réserve, et après l'an 2000, l'espèce a été presque absente sur Kvitskjærene. Maintenant Goéland marin,Huîtrier pie, Oie cendrée, Eider à duvet et Sterne pierregarin sont en nombre variable dans la réserve.
L'objectif de la conservation est de préserver le cadre de vie de la faune et de la flore de la zone, notamment dans le respect des oiseaux marins et de leurs lieux de nidification.

## Galerie

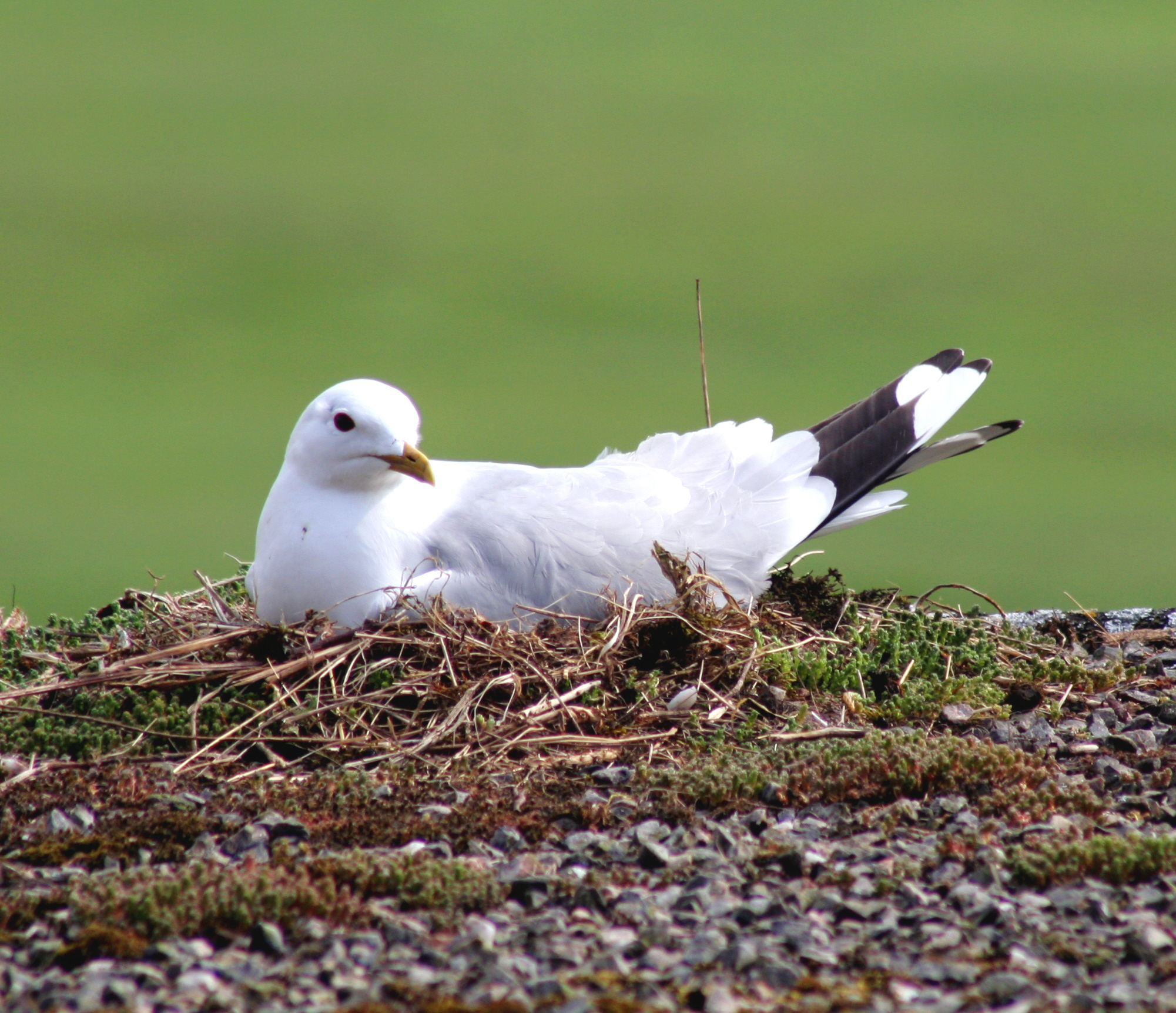
Goéland cendré au nid
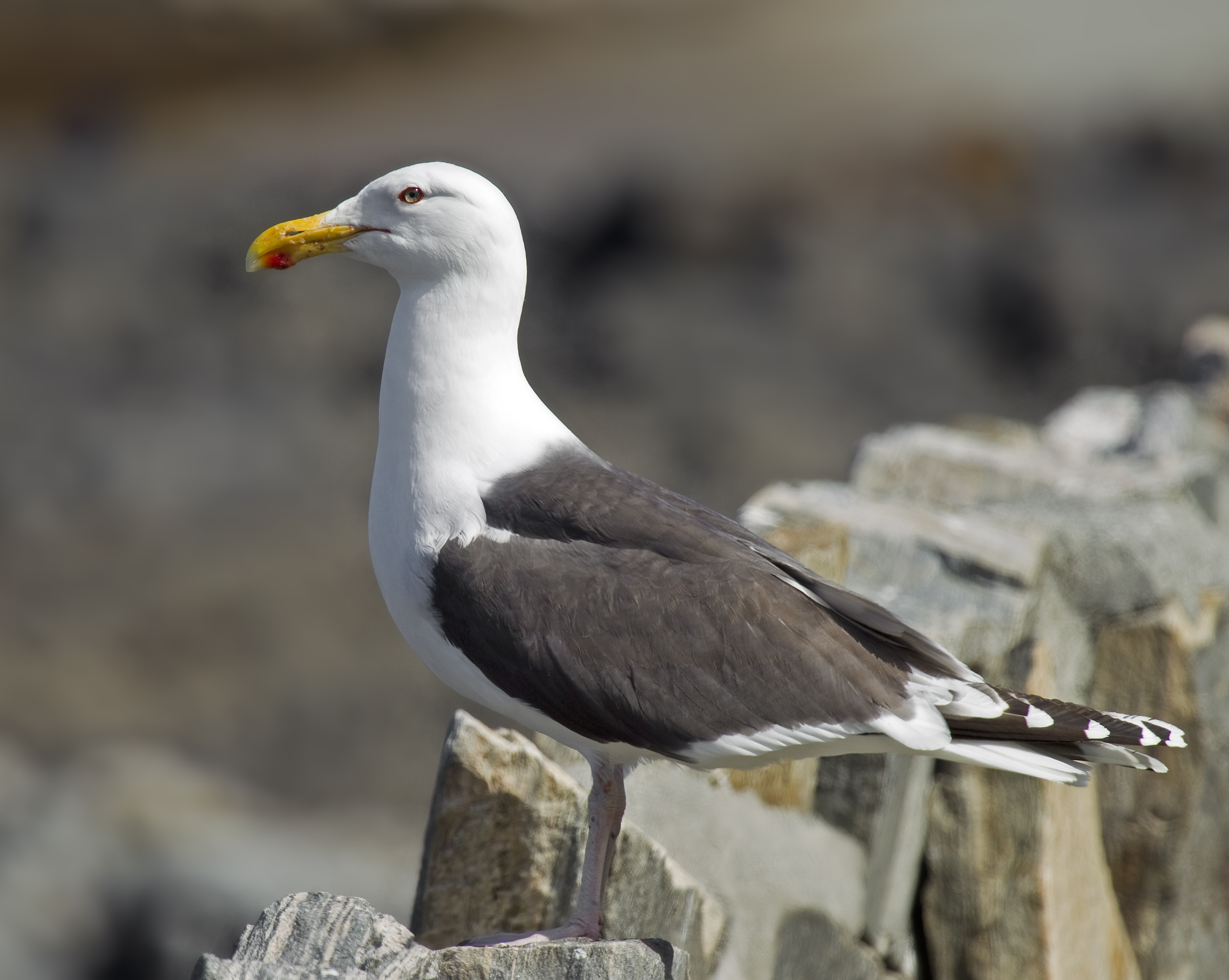
Goéland marin
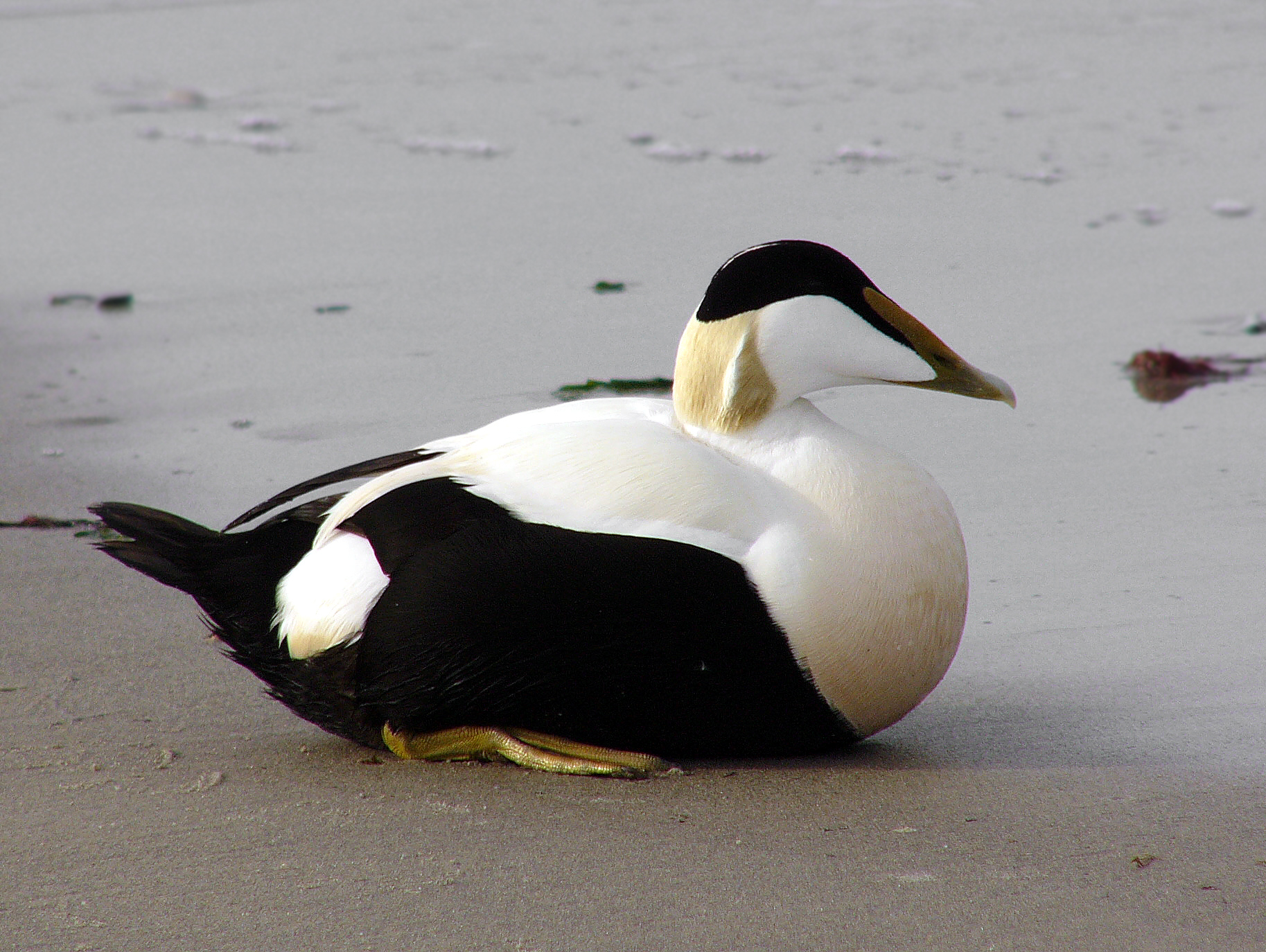
Eider à duvet